# Müllerkammen
Müllerkammen är en bergstopp i Antarktis. Den ligger i Östantarktis. Norge gör anspråk på området. Toppen på Müllerkammen är 2 620 meter över havet.
Terrängen runt Müllerkammen är kuperad åt nordost, men åt sydväst är den platt. Trakten är obefolkad. Det finns inga samhällen i närheten.